# Royal Sydney Yacht Squadron
Il Royal Sydney Yacht Squadron è un circolo velico che ha sede a Sydney, nel sobborgo di Kirribilli.
Lo Squadron è stato fondato nel 1862. Ha sede a Kirribilli dal 1902.

## Storia
Il Royal Sydney Yacht Squadron venne fondato da diciannove proprietari di panfili nel 1862. Il nome che era stato scelto per l'associazione era The Australian Yacht Club. Fu chiesta una patente reale e il patronato del Principe di Galles. Quando arrivò la risposta, nel 1863, al Commodoro del club fu comunicato che il Principe di Galles era lieto di diventare patrono del Royal Sydney Yacht Squadron e perciò questo divenne il nome del circolo. La comunicazione comprendeva anche una lettera patente dell'Ammiragliato che concedeva l'uso della Blue Ensign. 
Nel 1902 lo Squadron prese in affitto un cottage di pietra a Kirribilli, con imbarcadero e rampa di alaggio.

## Oggi
Il Royal Sydney Yacht Squadron è un circolo velico privato. Le aree, costruzioni e servizi sono riservate ai soci e ai loro ospiti.
A capo dell'associazione c'è un Commodoro.
Le lingue del club sono l'inglese e il francese.
I colori sociali sono il bianco e il blu.